# Station Hoogkarspel
Station Hoogkarspel is het station van de plaats Hoogkarspel en is gelegen in de provincie Noord-Holland aan de spoorlijn van Enkhuizen naar Hoorn. Het station wordt bediend door NS. Het eerste stationsgebouw was van de hand van Marinus van Wadenoyen. Dit gebouw is in 1965 gesloopt en werd vervangen door een ontwerp van Willem Kloos.

## Treinen
| Serie | Treinsoort     | Route | Bijzonderheden |
| ----- | -------------- | --- | --- |
| 2900  | Intercity (NS) | Enkhuizen – Hoogkarspel – Hoorn – Amsterdam Centraal – Utrecht Centraal – 's-Hertogenbosch – Eindhoven Centraal – Weert – Roermond – Sittard – Maastricht | Rijdt van maandag t/m donderdag in de vroege ochtend en in de avonduren en rijdt van vrijdag t/m zondag de hele dag en vervangt dan Intercity 3900 tussen Enkhuizen en Amsterdam Centraal en intercity 2700 tussen Amsterdam Centraal en Maastricht.                                                                           |
| 12900 | Intercity (NS) | Enkhuizen – Hoogkarspel – Hoorn – Amsterdam Centraal | Stopt niet in Zaandam. Rijdt enkel eenmaal op de vroege zaterdagochtend en rijdt als IC door richting Nijmegen. Rijdt niet richting Enkhuizen |
| 3700  | Intercity (NS) | Amsterdam Centraal – Purmerend – Hoorn – Hoogkarspel – Enkhuizen                                                                                          | Stopt niet in Zaandam. Rijdt alleen in de spits in de spitsrichting, rijdt niet op vrijdag. |
| 3900  | Intercity (NS) | Enkhuizen – Hoogkarspel – Hoorn – Amsterdam Centraal – Utrecht Centraal – 's-Hertogenbosch – Eindhoven Centraal – Weert – Roermond – Sittard – Heerlen    | Stopt niet in Zaandam. Rijdt in de avonduren en van vrijdag t/m zondag de hele dag enkel tussen Eindhoven Centraal en Heerlen. Wordt in de avonduren en van vrijdag t/m zondag de hele dag vervangen door intercity 2900. Rijdt van maandag t/m donderdag in de avonduren enkel tussen Sittard en Heerlen en rijdt dan 1x/uur. |

Aan de dagranden wordt dit station soms ook bediend door de volgende treinserie:
| Serie | Treinsoort    | Route                                                                            | Bijzonderheden |
| ----- | ------------- | -------------------------------------------------------------------------------- | -------------- |
| 4100  | Sprinter (NS) | Hoofddorp – Schiphol Airport – Zaandam – Purmerend – Hoorn – Hoorn Kersenboogerd |                |

## Bussen
Bij het station ligt een bushalte. De buslijnen die de halte bedienen horen bij de concessie Noord-Holland Noord, welke in handen is van Connexxion.
| Lijn | Route | Soort     | Bijzonderheden                    |
| ---- | --- | --------- | --------------------------------- |
| 412  | Hoorn, Station - Schellinkhout - Wijdenes - Hem - Venhuizen - Hoogkarspel, Station - Lutjebroek - Grootebroek, Station | Buurtbus  | Rijdt niet 's avonds en op zondag |
| 612  | Hoogkarspel, Station → Venhuizen → Hem → Hoogkarspel, Station                                                          | Schoolbus |                                   |

## Ontwikkeling aantal reizigers
Het aantal door NS vervoerde reizigers (per gemiddelde werkdag) ontwikkelde zich sedert 2019 als volgt:
| Jaar | Aantal reizigers |
| ---- | ---------------- |
| 2019 | 2.236            |
| 2020 | 1.024            |
| 2021 | 1.071            |
| 2022 | 1.446            |
| 2023 | 1.577            |
| 2024 | 1.559            |

## Afbeeldingen

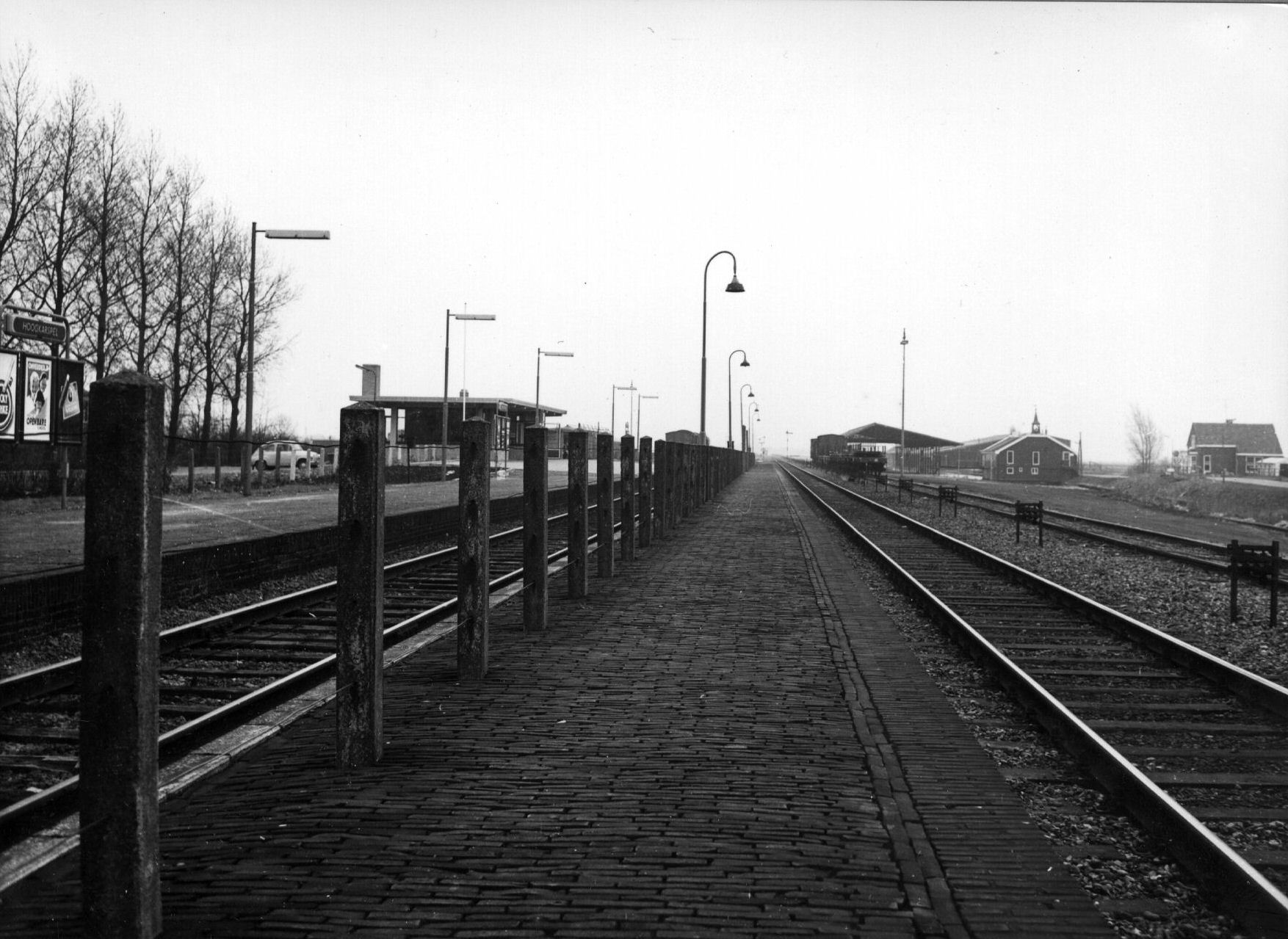
Station in 1967
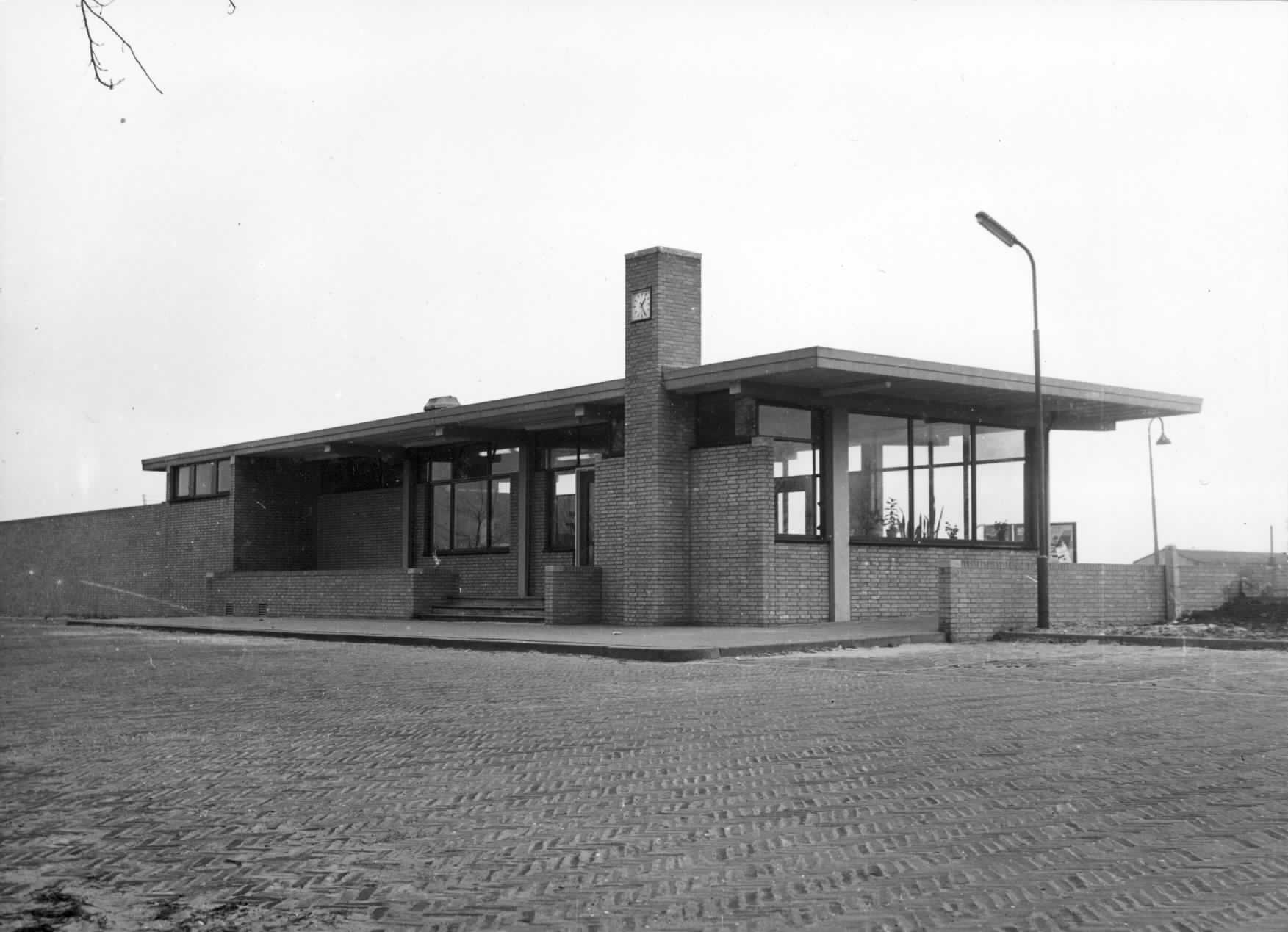
Stationsgebouw (1967)
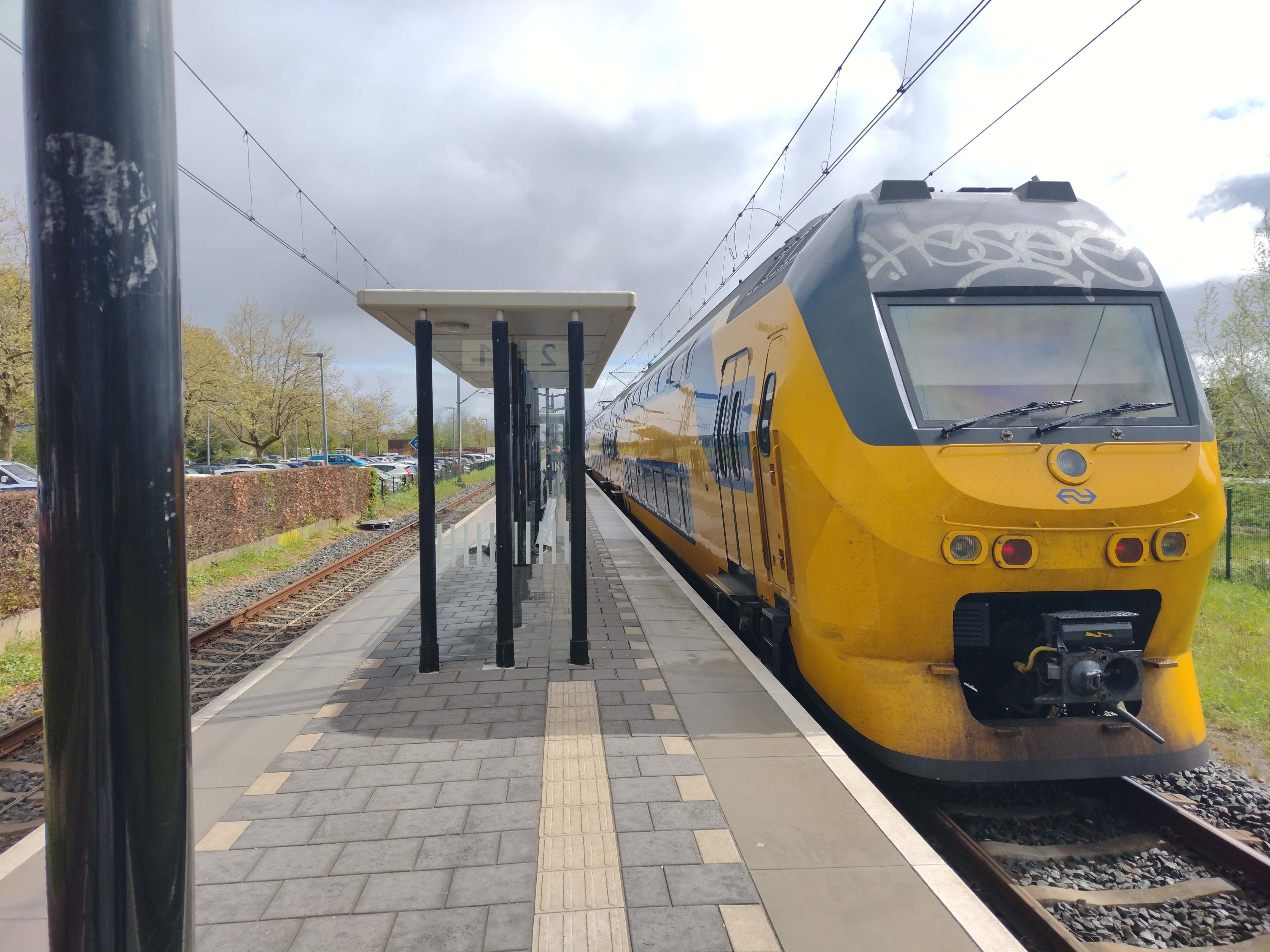
VIRM op het station
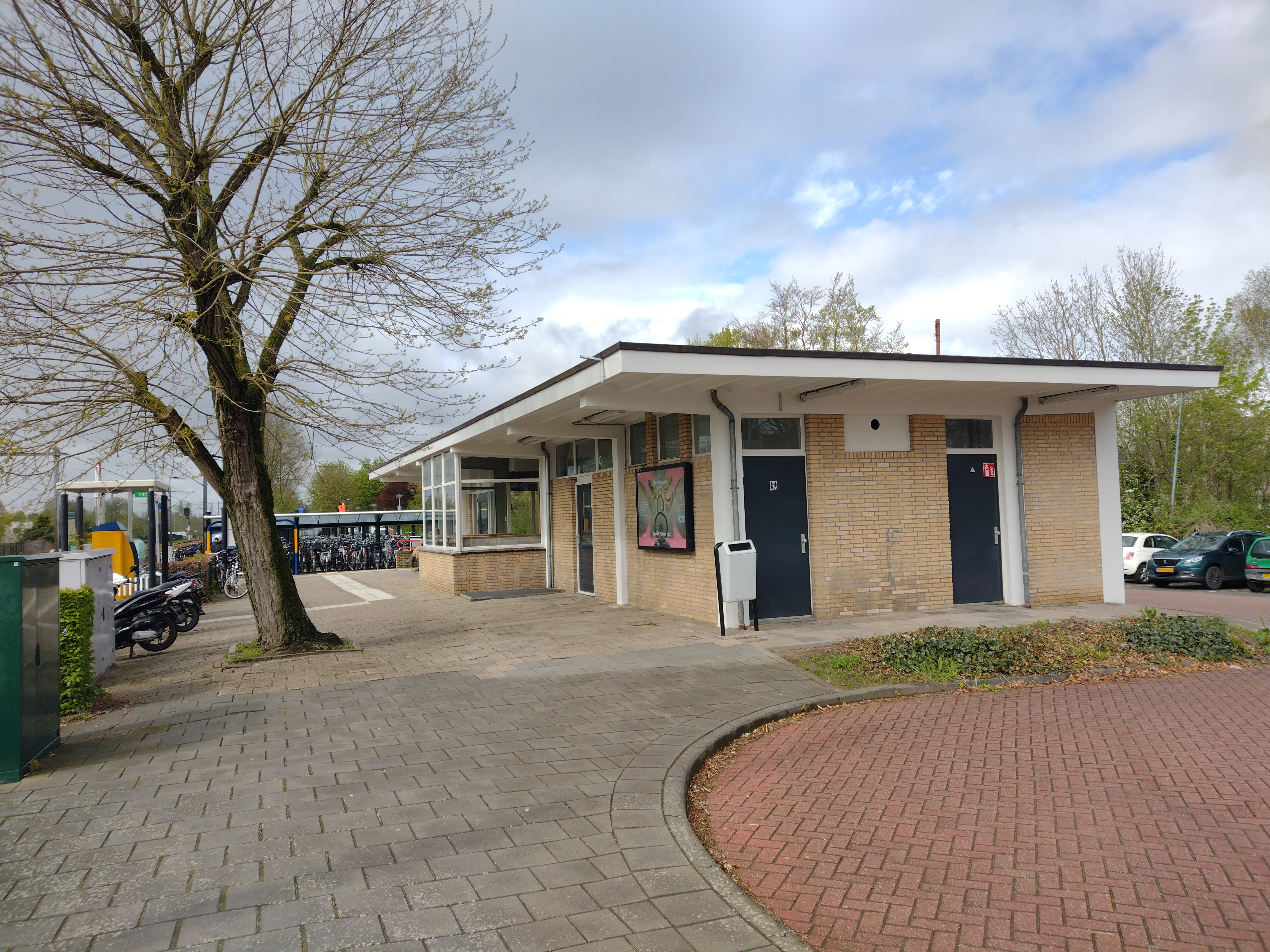
Stationsgebouw in 2024